# Anglo Belgian Corporation

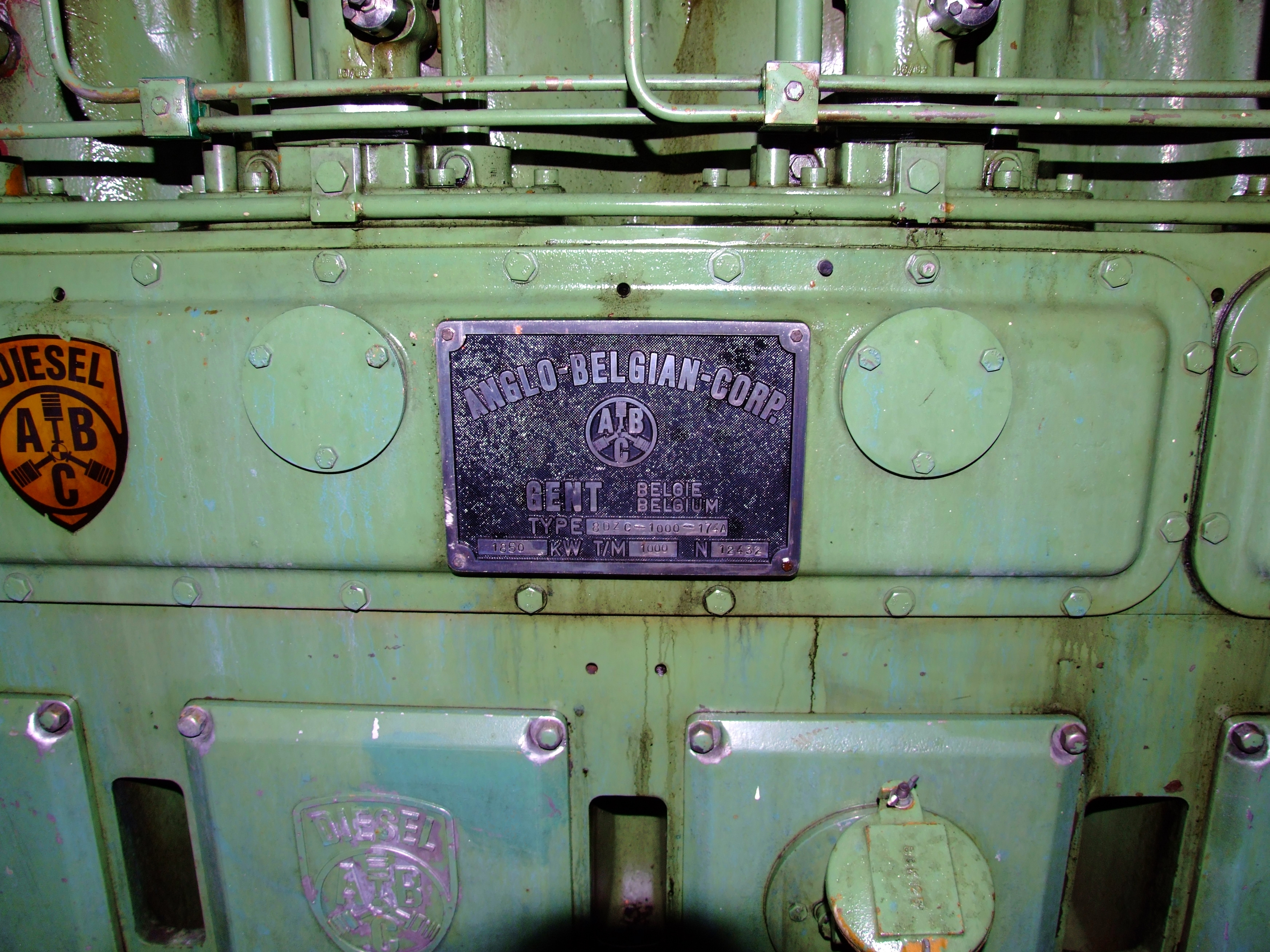
Dieselmotor der Anglo Belgian Corporation (Foto von 2008)

Die Anglo Belgian Corporation nv (auch: A.B.C. oder ABC) ist ein belgisches Unternehmen, das Dieselmotoren für mobilen und stationären Einsatz herstellt. Darüber hinaus ist A.B.C. in den Bereichen Schiffs- und Lokomotivantriebe, Pumpen- und Kompressoranlagen sowie der Kraft-Wärme-Kopplung aktiv. Der Sitz der Aktiengesellschaft befindet sich in Gent.

## Geschichte
Das Unternehmen wurde am 26. Oktober 1912 von neun Investoren gegründet. Dazu gehörten Repräsentanten von Onghena (Gasmotoren), Carels (Dieselmotoren) sowie die Briten Marcel und Richard Dory. Die Beteiligungssumme für jeden Investor betrug 500.000 Belgische Franken. Der damalige Name Anglo Belgian Company verweist auf die Zusammenarbeit mit britischen Geldgebern. In den ersten Jahren wurden Dieselmotoren mit einer Leistung von bis zu 37 kW (ca. 50 PS) gebaut.
Im Ersten Weltkrieg übernahm Deutschland das Unternehmen, gab jedoch nach dem Waffenstillstand von Compiègne (1918) Maschinen und Ausrüstung zurück. In der Folge unterzeichnete A.B.C. eine Vereinbarung mit der Entwicklungsfirma Paxman Ricardo aus London und erhielt die Genehmigung, deren Motoren in Lizenz zu bauen. Das Unternehmen exportierte seine Produkte nach Osteuropa, den mittleren Osten, Lateinamerika und Belgisch-Kongo, eine belgische Kolonie in Zentralafrika.
Während des Zweiten Weltkrieges produzierte A.B.C. hauptsächlich Motoren für die Schifffahrt (Fischfang und Binnenverkehr). Durch intensive Entwicklungsarbeit standen bei Kriegsende Zwei- und Dreizylindermotoren zur Verfügung, die auch in Ackerschleppern eingesetzt wurden. Diese Motoren (DU-Baureihe: "Diesel Universal") dienten fortan als Grundlage für die Weiterentwicklung. Die turbogeladenen Varianten wurden unter dem Namen DUS angeboten.
In den folgenden Jahren wurde die DU-Baureihe zur DX- (Saugmotor) und DXS-Serie (Turbomotor) weiterentwickelt. Die Nenndrehzahl stieg von 600 auf 750/min. Durch den Einbau eines Ladeluftkühlers konnte die Leistung im Vergleich zum Saugmotor nahezu verdoppelt werden (DXC-Baureihe).
In den 1970er Jahren geriet A.B.C. in wirtschaftliche Schwierigkeiten. Der bedeutendste Markt, Belgisch-Kongo, ging durch die Unabhängigkeitskämpfe verloren und dem neu gegründeten Staat Zaire fehlten die finanziellen Mittel. 1973 übernahm der französische Motorenhersteller Societe d’Etudes de Machines Thermiques (SEMT) Pielstick (heute: MAN) eine Lizenz für schnelllaufende Motoren. Im Jahr 1979 wurde eine Kapitalerhöhung erforderlich. Private Investoren forderten die Ablösung des bisherigen Managements, das schließlich einen Insolvenzantrag stellen musste. Nachdem das neue Management, bestehend aus Vertretern der Unternehmen Pauwels (Transformatoren, heute: Crompton Greaves) und Batibo (Hochbau und Immobilien) sowie der Belgischen Schiffsbau-Vereinigung, die Anglo Belgian Company übernommen und in Anglo Belgian Corporation umbenannt hatten, konnten Entwicklung und Produktion fortgeführt werden. Kurze Zeit später schloss sich auch die belgische Beteiligungsgesellschaft GIMV nv im Rahmen einer weiteren Kapitalerhöhung an.
Als die Markteinführung der DZC-Motorenbaureihe Mitte der 1980er Jahre erneut zu Verlusten führte, lehnte das Management eine weitere Kapitalerhöhung ab und übergab die Anteile an die Ogepar S.A., eine Familien-Holding mit Sitz in Luxemburg, die das Firmenkapital um 75 Mio. Belgische Franken erhöhte. Unter der neuen Unternehmensführung konnte in den ersten 10 Jahren der Umsatz verdoppelt werden. Die DZC-Baureihe machte zeitweise 75 % des Umsatzes aus. 1997 leisteten die DZC-Motoren bis zu 3700 kW (ca. 5000 PS).
Mittlerweile gehört die Anglo Belgian Corporation zu den führenden Anbietern mittelschnell laufender Dieselmotoren für Schiffe, Lokomotiven sowie Marine- und Landenergieanlagen. Das Unternehmen hat alle Freigaben der offiziellen Klassifikationsgesellschaften.

## Projekte (Auswahl)
- Antriebsmotor für die weltweit stärkste einmotorige sechsachsige diesel-hydraulische Lokomotive (Voith Maxima 40 CC)
- Antriebsmotoren für diverse Schlepper der Fairplay Reederei